# Stephan Runge (Künstler, 1962)

Stephan Runge (2002)

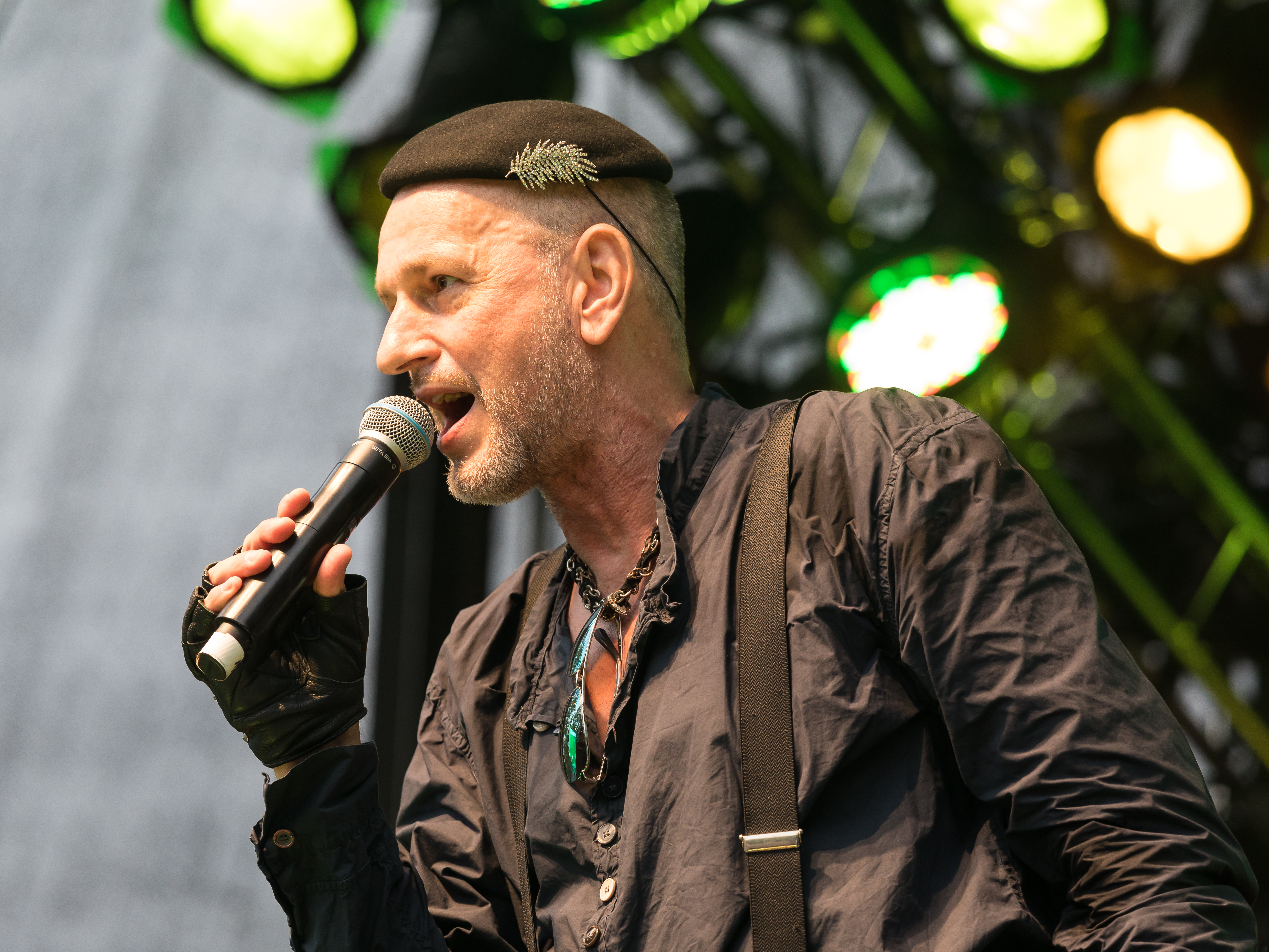
Stephan Runge, 2019

Stephan Runge (* 1962 in Düsseldorf) ist ein deutscher Schauspieler, Musiker und bildender Künstler.

## Leben
Stephan Runge wuchs in Meerbusch bei Düsseldorf als Sohn des bildenden Künstlers Holger Runge auf.
Von 1984 bis 1987 besuchte Stephan Runge die Schauspielschule Bochum. Nach dem Abschluss der Schauspielausbildung zog er 1988 nach Köln und arbeitete für diverse Theaterproduktionen (u. a. „Gegenwart der Erinnerung“ mit Gert Jonke, Regie: Robert Hunger-Bühler). Anfang der 1990er Jahre folgten Auftritte in zahlreichen Fernsehfilmen und Serien (Die Wache, Lindenstraße, Kommissarin Goedeke usw.).
Zeitgleich startete Runge seine Solokarriere als Sänger und Musiker und veröffentlichte seither sieben Longplays und über 20 Singles. Gemeinsam mit Claus Vinçon schrieb er Der geilste Arsch der Welt (LGBT-Hymne Kölns) und andere Lieder, die bei der Rosa Sitzung bekannt wurden und zum Repertoire des queeren Karnevals in Köln gehören. Seit 2005 organisiert er die Röschen Sitzung, eine der Alternativen Karnevalssitzungen Kölns, bei der er auch als Schauspieler und Sänger auf der Bühne steht.
Einem breiten Musikpublikum bekannt wurde Stephan Runge durch viele Fernsehauftritte (ZDF-Hitparade, Aktuelle Schaubude, ZDF-Fernsehgarten usw.) und regelmäßige bundesweite Radioeinsätze.
Neben seiner Tätigkeit im Musikstudio und auf der Bühne arbeitet Runge nach wie vor als Sprecher für Radio und Werbung. Von 2005 bis 2010 widmete er sich auch der Arbeit als bildender Künstler.
Seit 2011 steht er als Sänger der Formation Part of the Art auf der Bühne und widmet sich seinem Ambientmusik-Projekt „Batara“.

## Diskografie (Auswahl)

### Alben
- Der Himmel war rot, 1995
- Griff in die Sterne, 1998
- Nimm mich mit, 2001
- Unterwegs, 2004
- Was sich alles verändert hat, 2007
- Wiedersehen, 2008
- Etwas in mir zieht um, 2013